# Angie Everhart
Angie Everhart (Akron, 7 de setembre de 1969) és una actriu i model estatunidenca.

## Biografia
Nascuda el 7 de setembre de 1969 a Akron, Ohio, de pare enginyer i mare arquitecte, fou la cinquena de sis fills, amb quatre germans i una germana més jove. Començà la seva carrera de model amb 16 anys. El 1987, es graduà al liceu Firestone d'Akron (del qual era la mascota). Després d'una sessió de fotos amb la seva mare i l'enviament de les fotos a una agència de models, volà cap a París. Hi perfeccionà el seu francès i després tornà a viure regularment a París. Al final d'aquell mateix any, fou la coberta de diverses revistes, com Elle i Glamour. Un accident de cotxe li trencà l'esquena als 19 anys, però la seva determinació l'ajudà a recuperar-se prou ràpidament.
Feu el seu començament al cinema l'any 1993 a la comèdia Last Action Hero d'Arnold Schwarzenegger i destacà a Jade el 1995, al costat de Linda Fiorentino i David Caruso. A continuació participà en pel·lícules d'estils diversos com Tales From the Crypt Presents: Bordello of Blood (1996), Denial (1998), Camera i Gunblast Vodka (tots dos l'any 2000).
L'any 1995 fou la promesa de Sylvester Stallone i del pintor italià Luca Bestetti, de finals de 1996 a començament de 1997. Correren rumors sobre una relació amb Albert II de Mònaco. Tingué també una aventura amb Howard Stern, a continuació amb Michael Jordan i finalment amb Joe Pesci l'any 2008.
Al principi de la seva carrera li digueren que no seria mai top-model pel seu color de cabells. De totes maneres, posà per nombroses publicacions, sobretot diversos números de l'edició anual de vestits de bany d'Sports Illustrated, des de 1995. Posà també per Playboy el febrer del 2000.Finalment, desfilà per grans cases, com Victoria's Secret.
El 24 de juliol de 2009, tingué el seu primer fill, Kayden Bobby.

## Filmografia
Les seves pel·lícules més destacades són:

### Cinema
- 1993: Last Action Hero de John McTiernan: Video Babe
- 1995: Jade: Patrice Jacinto
- 1996: Bordello of Blood: Lillith
- 1996: Mad Dog Time: Gabriella
- 1997: Love in Paris: Lea Calot
- 1997: Executive Target: Lacey
- 1998: All About Sex (Denial) d'Adam Rifkin: Candace
- 1998: The Gardener: Kelly
- 1998: Welcome to Hollywood d'Adam Rifkin i Tony Markes: Ella mateixa
- 1999: BitterSweet (vídeo): Samantha 'Sam' Jensen
- 1999: Vells camarades (Running Red): Katherine
- 1999: Dillinger in Paradise
- 2000: The Stray: Kate Grayson
- 2000: Gunblast Vodka: Jane Woods
- 2001: Heart of Stone: Mary Sanders
- 2001: Punt Doom: Jessica
- 2001: The Substitute: Failure Is Not any Option (vídeo): Jenny
- 2001: Last Cry (vídeo): Beth Spinella
- 2002: Bare Witness (vídeo): Carly Marsh
- 2002: The Real Deal: Samantha Vassar
- 2004: Bandido: Natalie
- 2006: Coming Atraccions: Supermodel
- 2006: Payback
- 2006: Cloud 9: Julie
- 2007: Gone: Donna Patullo
- 2008: The Unknown Trilogy (vídeo): Donna Patullo
- 2011: Take Me Home Tonight: Trish Anderson
- 2014: The Wedding Pact: Laura

### Televisió
- 1998: 3rd Rock from the Sun (sèrie de televisió): Chloe
- 1998: Caroline in the City (sèrie de televisió): Susan
- 1999: D.R.E.A.M. Team (TV): Kim Taylor
- 2000: Law & Order: Special Victims Unit (sèrie de televisió): Emily Waterbury
- 2002: Wicked Minds (TV): Lana
- 2002: UC: Undercover (sèrie de televisió): Carly
- 2003: 1st to Die (TV): Chessy Jenks
- 2003: Bugs (TV): Emily Foster
- 2004: The Hollywood Mom's Mystery (TV): Julia Prentice
- 2004: Lingerie Bowl (TV): NY Euphoria Quarterback
- 2004: The Cradle Will Fall (TV): Katie DeMaio
- 2006: The Dr. Keith Ablow Show (sèrie de televisió)